# Cora lugubris
Cora lugubris là loài chuồn chuồn trong họ Polythoridae. Loài này được Navás mô tả khoa học đầu tiên năm 1934.